# 縣 (土耳其)
縣是土耳其的二級行政區，劃於「省」之下。土耳其的81個省共分為973個縣，其中包含了伊斯坦堡的39個區。現代土耳其的縣大致與鄂圖曼土耳其帝國時期的行政單位卡扎（英語：kaza）吻合。